# Station Le Havre-Graville
Station Le Havre-Graville is een spoorwegstation in de Franse gemeente Le Havre.